# Ebosia falcata
Ebosia falcata är en fiskart som beskrevs av William N. Eschmeyer och Rama-rao, 1978. Ebosia falcata ingår i släktet Ebosia och familjen Scorpaenidae. Inga underarter finns listade i Catalogue of Life.